# Condado de Bennett
O Condado de Bennett é um dos 66 condados do Estado americano da Dakota do Sul. A sede do condado é Martin, e sua maior cidade é Martin. O condado possui uma área de 3 084 km² (dos quais 14 km² estão cobertos por água), uma população de 3 574 habitantes, e uma densidade populacional de 1 hab/km² (segundo o censo nacional de 2000). O condado foi fundado em 1909.